# Coupe de France 1929/30
Het seizoen 1929/30 was het dertiende seizoen van de Coupe de France in het voetbal. Het toernooi werd georganiseerd door de Fédération Française de Football Association (FFFA).
Dit seizoen namen er 408 clubs aan deel (28 meer dan de record deelname in het vorige seizoen). De competitie eindigde op 27 april met de finale in het Stade Olympique Yves-du-Manoir in Colombes. De zege ging voor de eerste keer naar FC Sète die driemaal eerder in de finale stond (1923, 1924 -als FC Cette- en 1929). In de finale werd Racing Club de France na verlenging met 3-1 verslagen.

## Uitslagen

### 1/32 finale
De 1/32e finale was de vierde ronde, inclusief de voorronde. De wedstrijden werden op 14 (Oignies-Club Français) en 15 december 1929, de enige beslissingswedstrijd op 22 december.
| Winnaar                 | Uitslag | Verliezer             |
| ----------------------- | ------- | --------------------- |
| FC Sète                 | 8-0     | SC Saint-Étienne      |
| Racing Club de France   | 8-1     | Armoricaine Brest     |
| Olympique Marseille     | 4-1     | AS Girondins Bordeaux |
| AC Amiens               | 4-1     | JA Saint-Ouen         |
| SO Montpellier          | 2-0     | AC Arles              |
| CA Paris                | 10-2    | SSU Hagondange        |
| Stade Raphaëlois        | 2-0     | AS Valentigney        |
| US Dunkerque-Malo       | 4-1     | Stade L’Est           |
| FC Mulhouse             | 5-1     | CO Billancourt        |
| Olympique Lille         | 10-0    | SC Sélestat           |
| US Belfort              | 1-0     | SO L’Est              |
| RC Roubaix              | 4-0     | UL Moyeuvre Grande    |
| Red Star Olympique      | 3-0     | SC Lourches           |
| La Bastidienne Bordeaux | 3-2     | Drapeau Fougères      |
| CA Metz                 | 34-0    | CA Mulhouse           |
| AS Cannes               | 11-0    | ASC Montauban         |

| Winnaar              | Uitslag     | Verliezer                  |
| -------------------- | ----------- | -------------------------- |
| FC Dieppe            | 2-1         | US Boulogne                |
| US Tourcoing         | 5-1         | Cosmopolitan Club (Parijs) |
| Stade Le Havre       | 3-0         | Excelsior Roubaix          |
| RC Arras             | 1-1 nv; 3-1 | AS Metz                    |
| Olympique Alès       | 6-2         | Stade Bordeaux             |
| ASSB Oignies         | 2-1         | Club Français              |
| ASC Dinard           | 4-3         | US Persan-Beaumont         |
| Racing Calais        | 2-1         | US Quevilly                |
| Stade Français       | 11-0        | AS Brest                   |
| Le Havre AC          | 4-0         | Stade Roubaix              |
| CS Jean Bouin Angers | 7-3         | AS Charentes               |
| CA Paris XIVe (?)    | 2-1         | Iris Club Lillois          |
| SC Nîmes             | 7-1         | RC Strasbourg              |
| OGC Nice             | 2-1         | US Annemasse               |
| Hyères FC            | 1-0         | FC Lyon                    |
| US Saint-Servan      | 2-1         | AS Cherbourg-Stella        |

### 1/16 finale
De wedstrijden werden op 12 januari 1930 gespeeld, de beslissingswedstrijd op 19 januari.
| Winnaar               | Uitslag | Verliezer      |
| --------------------- | ------- | -------------- |
| FC Sète               | 2-0     | FC Dieppe      |
| Racing Club de France | 5-2     | US Tourcoing   |
| Olympique Marseille   | 4-2     | Stade Le Havre |
| AC Amiens             | 2-0     | RC Arras       |
| SO Montpellier        | 3-0     | Olympique Alès |
| CA Paris              | 5-2     | ASSB Oignies   |
| Stade Raphaëlois      | 2-0     | ASC Dinard     |
| US Dunkerque-Malo     | 2-1     | Racing Calais  |

| Winnaar                 | Uitslag     | Verliezer            |
| ----------------------- | ----------- | -------------------- |
| FC Mulhouse             | 2-0         | Stade Français       |
| Olympique Lille         | 2-2 nv; 1-0 | Le Havre AC          |
| US Belfort              | 2-1         | CS Jean Bouin Angers |
| RC Roubaix              | 4-1         | CA Paris XIVe (?)    |
| Red Star Olympique      | 7-1         | SC Nîmes             |
| La Bastidienne Bordeaux | 2-1         | OGC Nice             |
| CA Metz                 | 3-2         | Hyères FC            |
| AS Cannes               | 1-1 nv; 3-0 | US Saint-Servan      |

### 1/8 finale
De wedstrijden werden op 2 februari 1930 gespeeld. De beslissingswedstrijd op 16 februari.
| Winnaar               | Uitslag | Verliezer       |
| --------------------- | ------- | --------------- |
| FC Sète               | 3-2     | FC Mulhouse     |
| Racing Club de France | 2-1     | Olympique Lille |
| Olympique Marseille   | 6-0     | US Belfort      |
| AC Amiens             | 1-0 nv  | RC Roubaix      |

| Winnaar           | Uitslag     | Verliezer               |
| ----------------- | ----------- | ----------------------- |
| SO Montpellier    | 2-1         | Red Star Olympique      |
| CA Paris          | 5-1         | La Bastidienne Bordeaux |
| Stade Raphaëlois  | 1-0         | CA Metz                 |
| US Dunkerque-Malo | 0-0 nv; 3-2 | AS Cannes               |

### Kwartfinale
De wedstrijden werden op 9 maart 1930 gespeeld.
| Winnaar               | Uitslag | Verliezer         |
| --------------------- | ------- | ----------------- |
| FC Sète               | 4-1     | SO Montpellier    |
| Racing Club de France | 3-1     | CA Paris          |
| Olympique Marseille   | 1-0     | Stade Raphaëlois  |
| AC Amiens             | 2-1     | US Dunkerque-Malo |

### Halve finale
De wedstrijden werden op 5 en 6 april 1930 gespeeld. De beslissingswedstrijd op 19 april.
| Winnaar               | Uitslag     | Verliezer           |
| --------------------- | ----------- | ------------------- |
| FC Sète               | 3-0         | Olympique Marseille |
| Racing Club de France | 1-1 nv; 3-1 | AC Amiens           |

### Finale
De wedstrijd werd op 27 april 1930 gespeeld in het Stade Olympique Yves-du-Manoir in Colombes voor 35.000 toeschouwers. De wedstrijd stond onder leiding van scheidsrechter Roger Conrié.
| Winnaar                                            | Uitslag | Finalist              |
| -------------------------------------------------- | ------- | --------------------- |
| FC Sète                                            | 3-1 nv  | Racing Club de France |
| Alexander Friedmann 88' Ivan Bek 94' Ivan Bek 111' |         | 80' Ferenc Lhottka    |

1917/18 · 1918/19 · 1919/20 · 1920/21 · 1921/22 · 1922/23 · 1923/24 · 1924/25 · 1925/26 · 1926/27 · 1927/28 · 1928/29 · 1929/30 · 1930/31 · 1931/32 · 1932/33 · 1933/34 · 1934/35 · 1935/36 · 1936/37 · 1937/38 · 1938/39 · 1939/40 · 1940/41 · 1941/42 · 1942/43 · 1943/44 · 1944/45 · 1945/46 · 1946/47 · 1947/48 · 1948/49 · 1949/50 · 1950/51 · 1951/52 · 1952/53 · 1953/54 · 1954/55 · 1955/56 · 1956/57 · 1957/58 · 1958/59 · 1959/60 · 1960/61 · 1961/62 · 1962/63 · 1963/64 · 1964/65 · 1965/66 · 1966/67 · 1967/68 · 1968/69 · 1969/70 · 1970/71 · 1971/72 · 1972/73 · 1973/74 · 1974/75 · 1975/76 · 1976/77 · 1977/78 · 1978/79 · 1979/80 · 1980/81 · 1981/82 · 1982/83 · 1983/84 · 1984/85 · 1985/86 · 1986/87 · 1987/88 · 1988/89 · 1989/90 · 1990/91 · 1991/92 · 1992/93 · 1993/94 · 1994/95 · 1995/96 · 1996/97 · 1997/98 · 1998/99 · 1999/00 · 2000/01 · 2001/02 · 2002/03 · 2003/04 · 2004/05 · 2005/06 · 2006/07 · 2007/08 · 2008/09 · 2009/10 · 2010/11 · 2011/12 · 2012/13 · 2013/14 · 2014/15 · 2015/16 · 2016/17 · 2017/18 · 2018/19 · 2019/20 · 2020/21 · 
2021/22 · 2022/23 · 2023/24 · 2024/25 ·